# Acalyptris bispinata
Acalyptris bispinata is een vlinder van de familie van de dwergmineermotten (Nepticulidae), van de onderfamilie van de Nepticulinae. De wetenschappelijke naam van deze soort is voor het eerst voorgesteld als Niepeltia bispinata door Malcolm John Scoble in een publicatie uit 1980.
De soort komt voor in Zuid-Afrika.